# Колдома (река)
Колдома (Большая Колдома) — река в России, протекает в Заволжском районе Ивановской области. Устье реки находится в 2472 км от устья Волги по левому берегу, река впадает в Горьковское водохранилище у села Новлянское. Длина реки составляет 22 км, площадь водосборного бассейна 106 км².

## Данные водного реестра
По данным государственного водного реестра России относится к Верхневолжскому бассейновому округу, водохозяйственный участок реки — Волга от города Кострома до Горьковского гидроузла (Горьковское водохранилище), без реки Унжа, речной подбассейн реки — Волга ниже Рыбинского водохранилища до впадения Оки. Речной бассейн реки — (Верхняя) Волга до Куйбышевского водохранилища (без бассейна Оки).
Код объекта в государственном водном реестре — 08010300412110000013469.